# شهرستان چاتاکوآ (کانزاس)
شهرستان شتکوا، کانزاس (به انگلیسی: Chautauqua County, Kansas) یک سکونتگاه مسکونی در ایالات متحده آمریکا است که در کانزاس واقع شده‌است.